# Topochorie
Topochorie auch Engychorie oder Nahausbreitung bezeichnet eine Gruppe von Ausbreitungsmechanismen von Pflanzen. Gemeinsames Merkmal ist, dass die Samen in der Nähe der Mutterpflanze verbleiben und nicht über weite Strecken verbreitet werden.
Die Abgrenzung der Nahausbreitung zur Fernausbreitung (Telechorie) ist umstritten. Einige Autoren sprechen noch bis zu einer Entfernung von 100 Metern von Nahausbreitung, bei anderen liegt die Grenze gar bei 10 km.
Unter Topochorie werden ansonsten viele verschiedene Ausbreitungsmechanismen wie zum Beispiel Barochorie oder Aestatiphorie verstanden.